# Pilgrim (MØ)
Pilgrim è un singolo della cantante danese MØ, pubblicato a partire dal 15 marzo 2013 ed estratto come secondo singolo dall'album in studio di debutto No Mythologies to Follow.
Esso, utilizzato anche per la versione italiana della pubblicità del profumo Acqua di Gioia di Armani, ha ricevuto un buon successo nel mondo, e in particolare in Danimarca, dove si è collocato all'undicesimo posto.

## Tracce
1. Pilgrim – 3:52 (Karen Marie Ørsted)